# Самсонова, Зоя Михайловна
Зоя Михайловна Самсонова (род. 3 июня 1947, Владимир-Волынский, Волынская область) — советская и российская театральная актриса, народная артистка России (2006), актриса Ульяновского областного драматического театра.

## Биография
Родилась 3 июня 1947 года в городе Владимир-Волынский, Волынской области, в Украинской ССР.
Своё детство и юность она провела в городе Самборе Львовской области. Там завершила обучение в средней школе.
В 1969 году она окончила учиться в ГИТИСе. Её педагогами были — Г. Г. Конский, О. Н. Андровская.
С 1969 года работала актрисой Ульяновского драматического театра. Первую свою роль на сцене ульяновского театра она сыграла Зубарджат в драме «В ночь лунного затмения» М. Карима. На её счету более двухсот театральных ролей.
Является членом Общественной палаты Ульяновской области.
Была замужем за народным артистом России Константином Юченковым.

## Награды
- Орден Дружбы (17 августа 2023 года) — за большой вклад в развитие отечественной культуры и искусства, многолетнюю плодотворную творческую деятельность[4]
- Народный артист Российской Федерации (24 марта 2006 года) — за большие заслуги в области искусства[5]
- Заслуженный артист РСФСР (25.04.1983)
- Медаль «За трудовую доблесть» (1986)
- Благодарность Министра культуры и массовых коммуникаций Российской Федерации (01.03.2006) — за многолетнюю творческую деятельность, большой вклад в развитие театрального искусства и в связи с 220-летием со дня основания Ульяновского областного драматического театра[6]
- Премии СТД Ульяновской области «Лицедей» (1996, 1997, 1999)
- Почётный гражданин города Ульяновска (2013)

## Признания
- Её имя занесено на Аллее Славы у Ульяновского областного драматического театра.

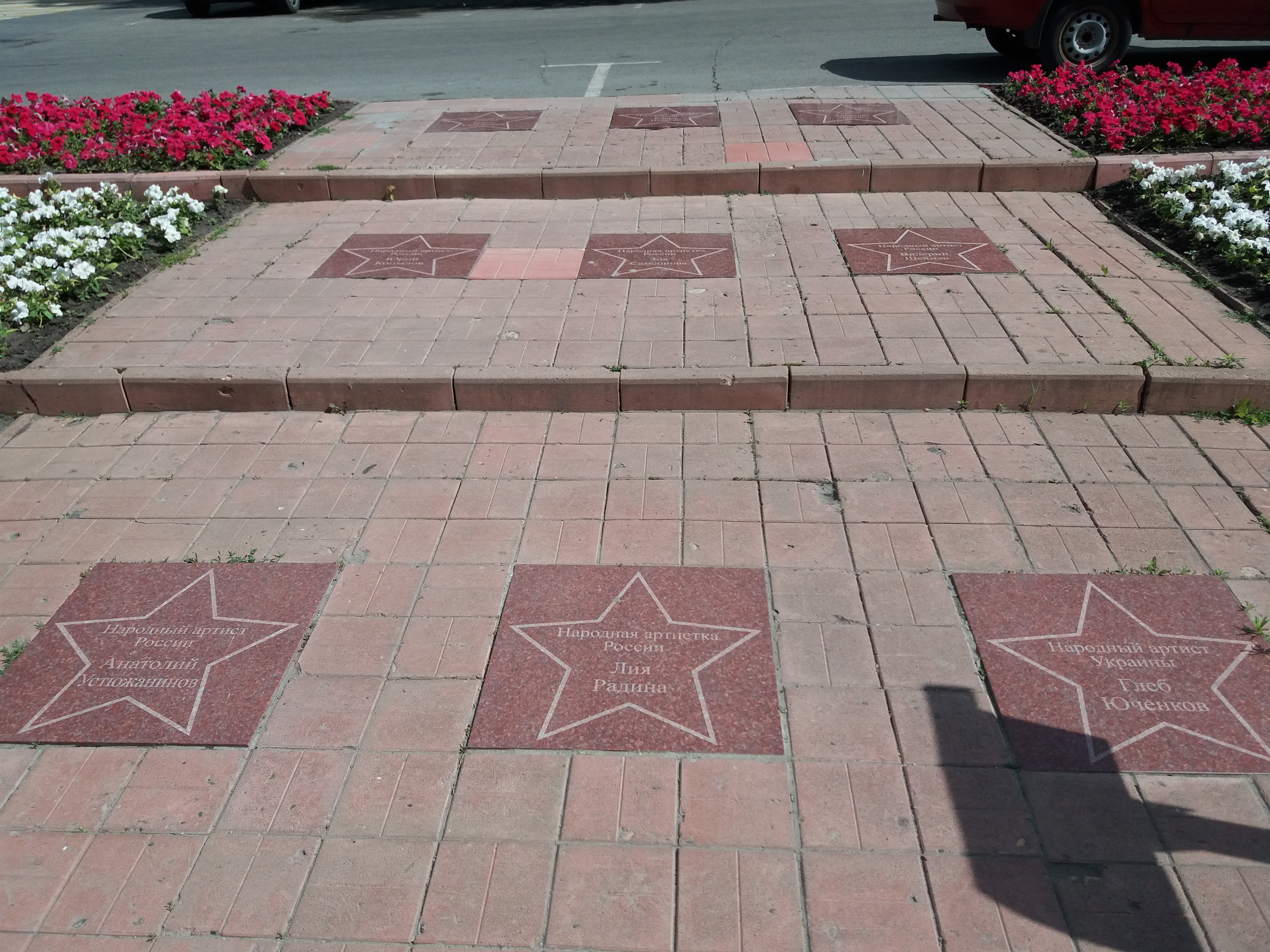
Аллея Славы драмтеатра.
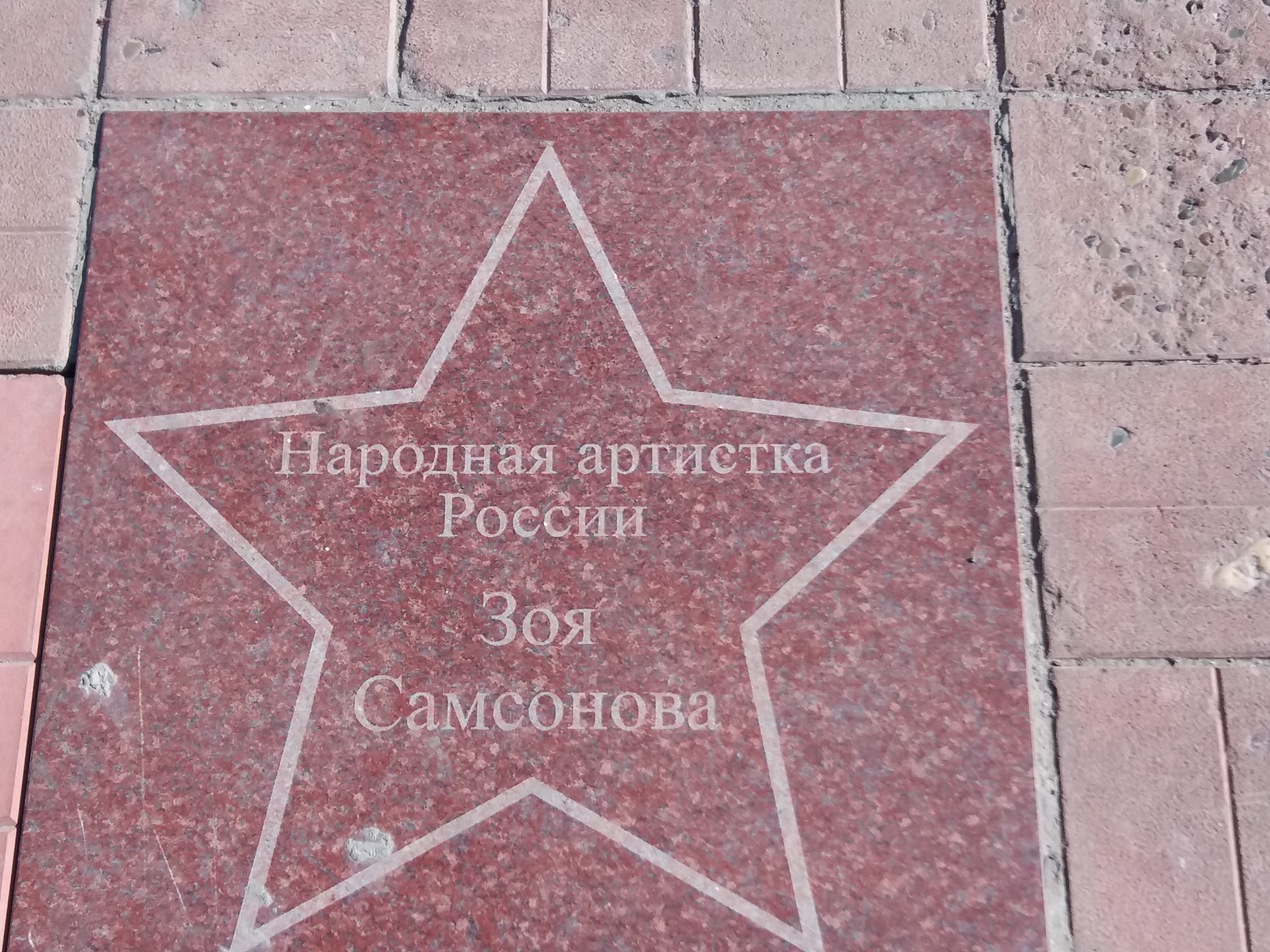
"Звезда - Зоя Самсонова" на аллеи Славы.

## Работы в театре
Ульяновский областной драматический театр
- Зубаржат — «В ночь лунного затмения», М. Карима;
- Дорина — «Тартюф», Ж.-Б. Мольера;
- Иветта Потье — «Матушка Кураж», Б. Брехта;
- Купавина — «Волки и овцы», А. Н. Островского;
- Тугина — «Последняя жертва», А. Н. Островского;
- Элизабет — «Заноза», Ф. Саган;
- Тугоуховская — «Горе от ума», А. Грибоедова;
- Бабушка Ольга — «Я, бабушка, Илико и Илларион», Н. Думбадзе;
- Прасковья Антоновна Бондырева — «Блажь», П. Невежина, А. Островского;
- Тамара — «Кошки-мышки», А. Марданя;
- Мавра Тарасовна Барабошева — «Правда — хорошо, а счастье лучше», А. Островского;
- Корова Зорька — «Очень простая история», М. Ладо;
- Маргарита Серафимовна Лучезарная — «Бесприданник», Л. Разумовской;
- Эсфирь Львовна — «Незабудки», Л. Улицкой;
- Фрозина — «Скупой», Ж.-Б. Мольера.